# ماك أو إس كاتالينا
ماك أو إس كاتالينا (بالإنجليزية: macOS Catalina)‏ هو الإصدار الرئيسي الخامس عشر من ماك أو إس (بالإنجليزية: 10.15)‏، من نظام أبل للخوادم وحواسيب ماكنتوش، تم الإعلان عنه في مؤتمر آبل العالمي للمطورين والذي عقد في 3 يونيو 2019 ليكون وريث ماك أو إس موهافي. ومن أجل تطابق أسماء برمجيات أبل المتعددة مثل watchOS وtvOS. وهو الإصدار الثالث الذي يحتوى على ماك أو إس، بعدما تم الإستغناء عن ماك أو إس 10 (OS X) والاكتفاء بإضافة ماك أو إس.
كاتالينا هو الإصدار الأول من نظام التشغيل ماك أو إس الذي يدعم بشكل حصري تطبيقات 64-بت. يذكر أن إصدارات بيتا التجريبية من ماك أو إس كاتالينا أصبحت متاحة حاليًا لأعضاء برنامج «مطوري أبل» (بالإنجليزية: Apple Developer)‏، وصدر كتحديث مجاني في 7 أكتوبر من عام 2019.
تم تسمية نظام التشغيل باسم جزيرة سانتا كاتالينا، والتي تقع في جنوب كاليفورنيا.

## متطلبات النظام
سيتم تشغيل ماك أو إس كاتالينا على الأجهزة التالية:
- آي ماك: إصدار أواخر عام 2012 أو أحدث
- آي ماك برو: جميع الإصدارات
- ماك برو: إصدار أواخر عام 2013 أو أحدث
- ماك ميني: إصدار أواخر عام 2012 أو أحدث
- ماك بوك: إصدار أوائل عام 2015 أو أحدث
- ماك بوك إير: إصدار منتصف 2012 أو الأحدث
- ماك بوك برو: إصدار منتصف عام 2012 أو أحدث